# Rob Sheffield
Rob Sheffield – amerykański dziennikarz muzyczny. Wieloletni krytyk muzyczny w Rolling Stone. Autor kilku książek o tematyce muzycznej, w tym o The Beatles, Davidzie Bowiem i Taylor Swift.

## Życiorys i działalność
Rob Sheffield urodził się 2 lutego 1966 roku w Bostonie. W latach 70. razem z siostrami żywo interesował się zespołem The Beatles.
W latach 80. studiował na Uniwersytecie Yale. Wtedy też zaczął pisać o muzyce. Później rozpoczął studia na Uniwersytecie Wirginii, które ukończył w 1991 roku. W 1989 roku spotkał Renee Crist, z którą w lipcu 1991 roku poślubił. Mieszkali w Charlottesville. 11 maja 1997 roku Renee zmarła nagle na zatorowość płucną.
W 1997 roku Sheffield został felietonistą magazynu Rolling Stone, pisząc na jego łamach o muzyce, telewizji i kulturze popularnej. W grudniu 2002 roku, kiedy przeprowadzał się do swojego nowego mieszkania w Brooklynie – pudełko starych kaset magnetofonowych wywołało wspomnienie zmarłej żony. Podjął decyzję o spisaniu swoich wspomnień w formie książki. 30 grudnia 2006 roku w Nowym Jorku poślubił Ally Polak.
Debiutancka książka, Love is a Mix Tape: Life and Loss, One Song at a Time, została wydana w 2007 toku przez Random House. Jest wspomnieniem i hołdem dla zmarłej żony. Oboje dzielili miłość do muzyki, od punk rocka po country. W Love Is a Mix Tape: Life and Loss, One Song at a Time, Sheffield, który miksował taśmy na każdą okazję, w tym na zmywanie naczyń, otwiera każdy z piętnastu rozdziałów playlistą. Ponieważ śmierć Renee pojawia się dopiero w połowie pamiętnika, więc poprzednim rozdziałom towarzyszą playlisty, które skompilował podczas ich randek i wczesnego wspólnego życia, tworząc ścieżkę dźwiękową dla swojej powieści. Książka została przetłumaczona na szereg języków, w tym: francuski, niemiecki, włoski, szwedzki, japoński i rosyjski. 
1 sierpnia 2013 roku ukazała się książka Sheffielda, Turn Around Bright Eyes: The Rituals of Love and Karaoke, która rozpoczyna jego historię tuż po Love Is a Mix Tape, kiedy jako młody wdowiec próbuje zbudować nowe życie w nowym mieście, a jako felietonista Rolling Stone, naturalnie znajduje pocieszenie w muzyce i wówczas odkrywa wzniosłą śmieszność karaoke i pomimo faktu, że nie potrafi utrzymać melodii, zaczyna odnajdywać swój głos.
W styczniu 2016 roku, nazajutrz po śmierci Davida Bowiego Sheffield napisał na jego temat okolicznościowy artykuł, zamieszczony w Rolling Stone; artykuł wykorzystał potem jako wstęp do poświęconej piosenkarzowi książki, On Bowie.  
W 2017 roku wydał książkę Dreaming the Beatles: The Love Story of One Band and the Whole World, w której opisał dzieje słynnej czwórki z różnych punktów widzenia próbując zrozumieć, w jaki sposób ta grupa chłopców z Liverpoolu nieustannie wymykała się z uścisku tego, co nazwał „każdą erą i każdą dekadą i każdym pokoleniem i każdą kulturą, która kiedykolwiek uznała The Beatles za prywatną własność”.
W 2024 roku opublikował książkę poświęconą kulturowemu fenomenowi Taylor Swift, rozpoczynając od jej początku jako nastoletniej dziewczyny, która zamienia się w ulubioną gwiazdę popu, autorkę tekstów, gawędziarkę, bohaterkę gitary, wykonawczynię na żywo, zmieniającą sposób tworzenia i słuchania muzyki, zyskującą sławę podobną do tej, jaka była udziałem takich gwiazd jak: The Beatles, Prince czy David Bowie.

## Dorobek pisarski

### Artykuły, felietony, podcasty
Pisał między innymi dla: Rolling Stone, Rolling Stone's 500 Greatest Songs, Rolling Stone Brazil, The New York Times, Yahoo Entertainment, Yahoo Canada, HuffPost, MSN (US), MSN Malaysia, MSN Singapore, TIME, La Nación (Argentyna).

### Książki
- Love Is a Mix Tape: Life and Loss, One Song at a Time (2007, ISBN 978-1-4000-8303-9)
- Bande Originale (French Edition) (2009, ISBN 2-35584-020-2
- Talking to Girls About Duran Duran: One Young Man's Quest for True Love and a Cooler Haircut (2010, ISBN 0-452-29723-0)
- Turn Around Bright Eyes: The Rituals of Love and Karaoke (2013, ISBN 0-06-220762-8
- On Bowie (2016, ISBN 0-06-256270-3)
- Dreaming the Beatles: The Love Story of One Band and the Whole World (2017, ISBN 0-06-220765-2)
- The Wild Heart of Stevie Nicks (Audible book). (2019, ASIN B07PRK66HL)
- Heartbreak Is the National Anthem: How Taylor Swift Reinvented Pop Music (2024, ISBN 0-06-335131-5)

## Nagrody
- 2017 – Nagroda Virgila Thomsona za wybitną krytykę muzyczną w dziedzinie muzyki pop za książkę Dreaming the Beatles: The Love Story of One Band and the Whole World, opublikowaną przez HarperCollins. Książka oferuje humorystyczne, niekonwencjonalne spojrzenie na The Beatles, zgłębiając, co znaczą dzisiaj i dlaczego nadal mają tak duże znaczenie dla pokolenia, które nigdy nie znało świata bez nich[14].